# PGC 85570
LEDA/PGC 85570 (NGC 7720-2) ist eine elliptische Zwerggalaxie vom Hubble-Typ E im Sternbild Pegasus am Nordsternhimmel. Sie ist schätzungsweise 370 Millionen Lichtjahre von der Milchstraße entfernt und hat einen Durchmesser von etwa 20.000 Lichtjahren. Gemeinsam mit NGC 7720 bildet sie das gravitativ gebundene Galaxienpaar KPG 588.

Im selben Himmelsareal befinden sich u. a. die Galaxien NGC 7726, NGC 7728, IC 5341, IC 5342.
Das Objekt wurde am 10. September 1784 von Wilhelm Herschel entdeckt.